# 858

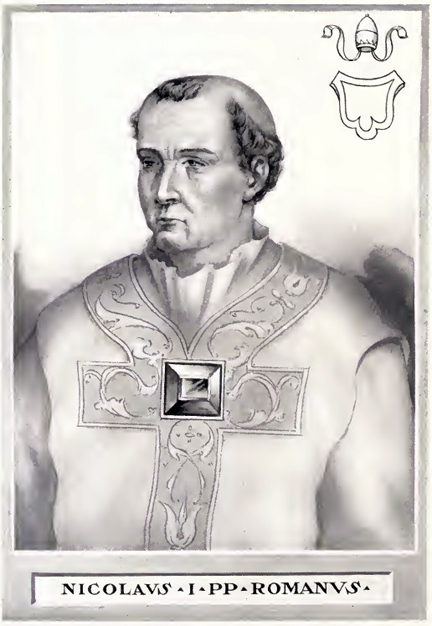
Paus Nicolaas I (ca. 820 - 867)

Het jaar 858 is het 58e jaar in de 9e eeuw volgens de christelijke jaartelling.

## Gebeurtenissen

### Brittannië
- 13 januari - Koning Ethelwulf van Wessex overlijdt in Londen na een regeerperiode van 18 jaar en wordt opgevolgd door zijn oudste zoon Ethelbald. Hij trouwt met zijn jeugdige stiefmoeder Judith (een dochter van koning Karel de Kale) en wordt erkend als alleenheerser van Wessex. Zijn broer Ethelbert regeert als onderkoning over Kent en de gebieden van Zuidoost-Engeland.
- 13 februari - Koning Kenneth I van Schotland overlijdt aan een tumor na een regeerperiode van 15 jaar. Hij wordt opgevolgd door zijn halfbroer Donald I als heerser van Alba (huidige Schotland).

### Europa
- Koning Lodewijk de Duitser verbreekt de "broederlijke samenwerking" en valt het West-Frankische Rijk binnen. Hij is daartoe uitgenodigd door een coalitie van Frankische edelen uit Bretagne en Neustrië onder bevel van Robert de Sterke. Lodewijk probeert tevergeefs het koningschap voor zichzelf op te eisen.
- Koning Karel de Kale vlucht naar Bourgondië, met steun van de bisschoppen wordt Lodewijk gedwongen zich terug te trekken. Hij stuurt een deel van het Frankische leger terug naar het Oost-Frankische Rijk.
- Vikingen vanuit Zweden onder leiding van Björn Järnsida, de oudste zoon van de beruchte Viking-hoofdman Ragnar Lodbrok, branden de tweede kathedraal van Chartres plat.
- Koning García Íñiguez van Navarra treedt voor de tweede keer in het huwelijk met Leodegundis Ordoñez, een dochter van koning Ordoño I van Asturië (Noord-Spanje).

### Japan
- 27 augustus - Keizer Montoku overlijdt na een regeerperiode van 8 jaar. Hij wordt opgevolgd door zijn 8-jarige zoon Seiwa als de 56e keizer van Japan.

### Religie
- 2 januari - Lotharius II, koning van Lotharingen, schenkt het klooster en verdere eigendommen in Sint-Odiliënberg aan de voor de Vikingen gevluchte bisschop Hunger van Utrecht.
- 17 april - Paus Benedictus III overlijdt na een pontificaat van 3 jaar. Hij wordt opgevolgd door Nicolaas I, nog maar 38 jaar oud, als de 105e paus van de Katholieke Kerk.
- Keizer Michaël III benoemt de Byzantijnse geleerde Photios I tot nieuwe patriarch van Constantinopel.

## Geboren
- Mansur al-Halladj, Perzisch dichter (overleden 922)

## Overleden
- 17 april - Benedictus III, paus van de Katholieke Kerk
- 13 januari - Ethelwulf, koning van Wessex
- 13 februari - Kenneth I, koning van Schotland
- 27 augustus - Montoku (31), keizer van Japan